# Turallin
Turallin är en ort i Australien. Den ligger i kommunen Toowoomba och delstaten Queensland, omkring 180 kilometer väster om delstatshuvudstaden Brisbane. Antalet invånare är 269.
Trakten runt Turallin är nära nog obefolkad, med mindre än två invånare per kvadratkilometer.. Det finns inga andra samhällen i närheten.
I omgivningarna runt Turallin växer huvudsakligen savannskog. Genomsnittlig årsnederbörd är 840 millimeter. Den regnigaste månaden är januari, med i genomsnitt 170 mm nederbörd, och den torraste är april, med 24 mm nederbörd.